# Lateralización del lenguaje
El término lateralización del lenguaje alude al hecho de que la mayor parte de las estructuras neuronales implicadas en el procesamiento de estímulos lingüísticos están situadas en el hemisferio cerebral izquierdo. Entre ellas, por ejemplo, se encuentran el área de Broca, situada en el lóbulo frontal inferior, y el área de Wernicke, localizada en la confluencia de los lóbulos parietal y temporal.
En concreto, aproximadamente, el 90% de las personas diestras muestran el hemisferio cerebral izquierdo como responsable del procesamiento lingüístico, con el 10% restante distribuido entre sujetos bilateralizados o con el lenguaje en el hemisferio derecho. Por otro lado, los sujetos zurdos muestran el mismo patrón que la mayoría de los diestros en un 60%, dividiéndose el 40% restante entre sujetos bilateralizados o con el lenguaje en el hemisferio derecho. 
La lateralización del lenguaje está presente desde el momento del nacimiento. 